# Charikar
Charikar (Perzisch: چاریکار), is de hoofdstad van de provincie Parvan gelegen in het noorden van Afghanistan
De familie van Imam Abu Hanifa kwam uit Charikar.